# Wander Bertoni

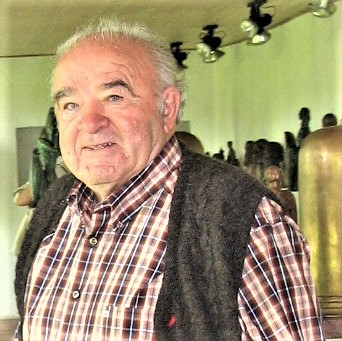
Wander Bertoni 2006

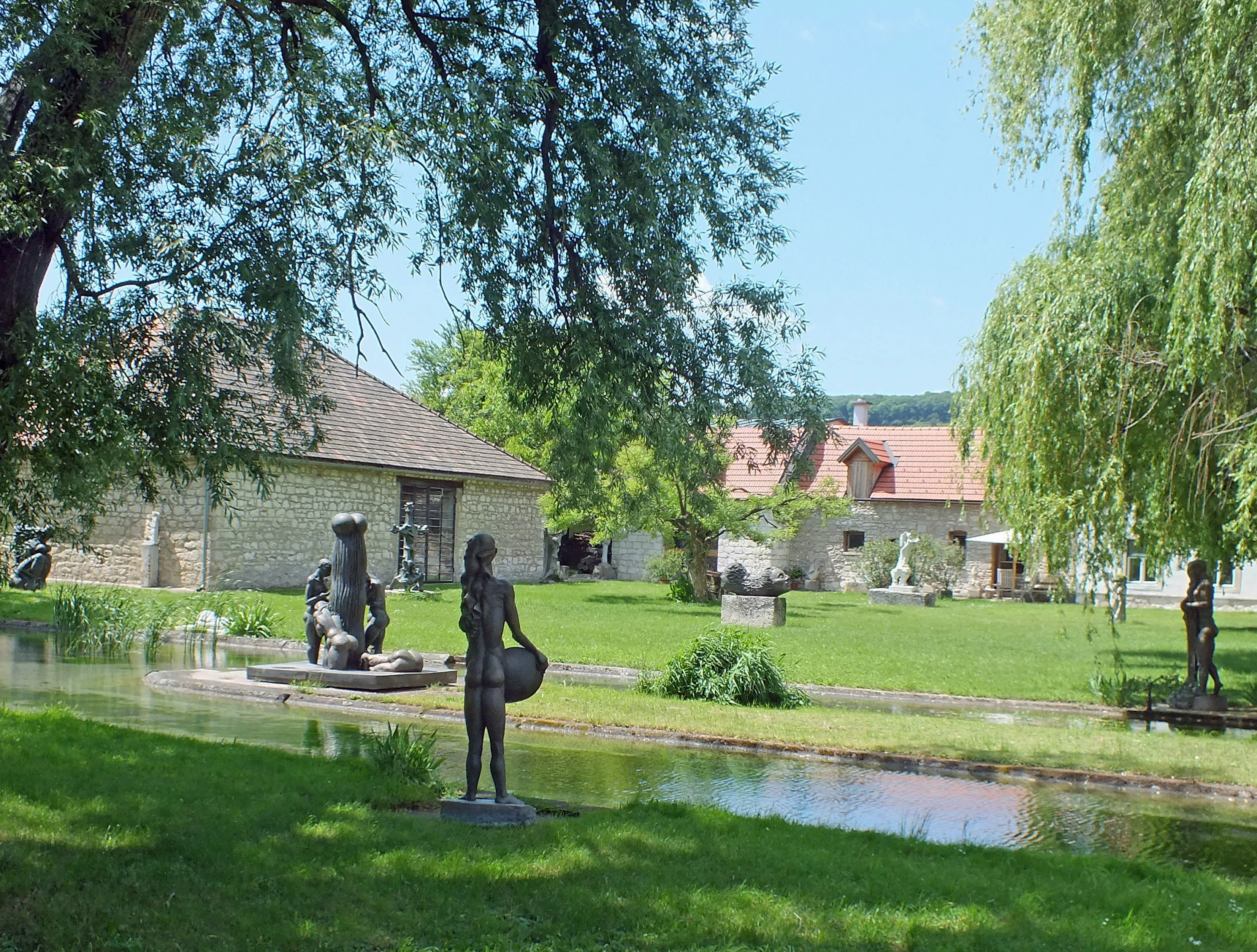
Freilichtmuseum Wander Bertoni, Winden am See

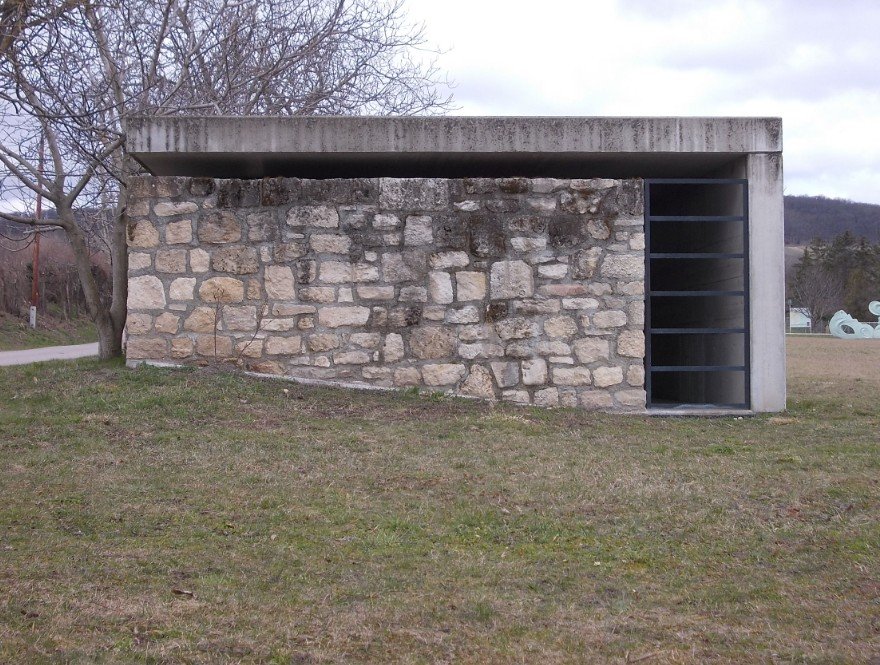
Grabpavillon auf dem Gelände des Freilichtmuseums

Wander Bertoni (* 11. Oktober 1925 in Codisotto, Provinz Reggio Emilia, Italien; † 23. Dezember 2019 in Wien) war ein österreichischer Bildhauer. Sein künstlerischer Lebensweg begann 1947 mit der Restaurierung kriegsbeschädigter Denkmäler, bevor 1950 die ersten Aufträge folgten. Bezeichnend für das Werk Bertonis ist die lebenslange Koexistenz von gegenständlichen und abstrakten Kunstwerken. Zahlreiche Exemplare sind im öffentlichen Raum präsent, die meisten in Wien und anderen Orten Österreichs, andere in Belgien, Deutschland, Brasilien und den USA. 1979–2009 erhielt Bertoni mehrere Auszeichnungen und Preise, darunter die Ehrenmedaille der Stadt Wien in Gold und das Österreichische Ehrenkreuz für Wissenschaft und Kunst.

## Leben
Weil sich sein Vater so sehr über das enge Verhältnis der katholischen Kirche zur faschistischen Partei Italiens ärgerte, wollte er keinem seiner Kinder einen christlichen Vornamen geben. Also nannte er seinen Sohn Wander, ein Name, der sich aus der etruskischen Tradition im nördlichen Italien ableitet. Der Jugendliche begann 1939 eine Ausbildung zum Eisendreher. 1943 brachten deutsche Truppen den jungen Mann nach Wien, wo er als Zwangsarbeiter in der Rüstungsindustrie schuften musste. Zwischenzeitig versteckte ihn die Bildhauerin Maria Biljan-Bilger. Nach dem Zweiten Weltkrieg nahm Bertoni ein Studium an der Akademie der bildenden Künste Wien bei Fritz Wotruba auf (1946–1952) und gründete gemeinsam mit Anton Lehmden und Josef Mikl den Art-Club. Im selben Jahr wurde er mit Restaurierungsarbeiten an bombengeschädigten Denkmälern beauftragt.
1950 begann Bertonis Weg als freischaffender Künstler: Der ersten Einzelausstellung an der Wiener Secession folgten Auszeichnungen, Teilnahmen an der Biennale von Venedig, Wettbewerbspreise und Aufträge. 1958 erhielt der Bildhauer die österreichische Staatsbürgerschaft. 1965 erwarb er die Gritsch Mühle in Winden am See, Burgenland, und restaurierte sie jahrzehntelang. Auf dem Gelände richtete er ein Freilichtmuseum ein.
Von 1965 bis zu seiner Emeritierung 1994 leitete Bertoni als ordentlicher Hochschulprofessor an der Hochschule für angewandte Kunst Wien die dortige Meisterklasse für Bildhauerei. 2005 ernannte ihn die Institution zum Ehrenmitglied. Ebenfalls 2005 wurde ihm die Ehre zuteil, das 8. Europa-Symposium Kaisersteinbruch mit einer Festansprache zu eröffnen. Bertoni erhielt für sein Werk mehrere nationale und internationale Auszeichnungen und Preise. Seine Großplastiken sind im öffentlichen Raum und auf dem Gelände des Freilichtmuseums frei zugänglich. Die kleineren Arbeiten werden in einem von Johannes Spalt geplanten und 1999–2000 auf dem Gelände errichteten Pavillon ausgestellt. In den Skulpturenpark eingebettet ist das 2010 eröffnete Eiermuseum, das vom Architekturbüro gaupenraub+/- entworfen wurde. Es präsentiert Eier aus Holz, Keramik und Glas sowie reich verzierte Hühnereier und Gänseeier. Mit rund 4.000 Exponaten beherbergt das Museum eine der größten Eiersammlungen der Welt.
Bertoni starb im Alter von 94 Jahren und wurde Anfang Jänner 2020 auf dem Areal seines Freilichtmuseums in Winden am See beigesetzt. Er war zweimal verheiratet, zuerst mit der 2002 verstorbenen Wiener Schauspielerin Inge Konradi, ab 1992 mit der Augenärztin Waltraud Stanek.

## Werk

### Restaurierung bombengeschädigter Denkmäler

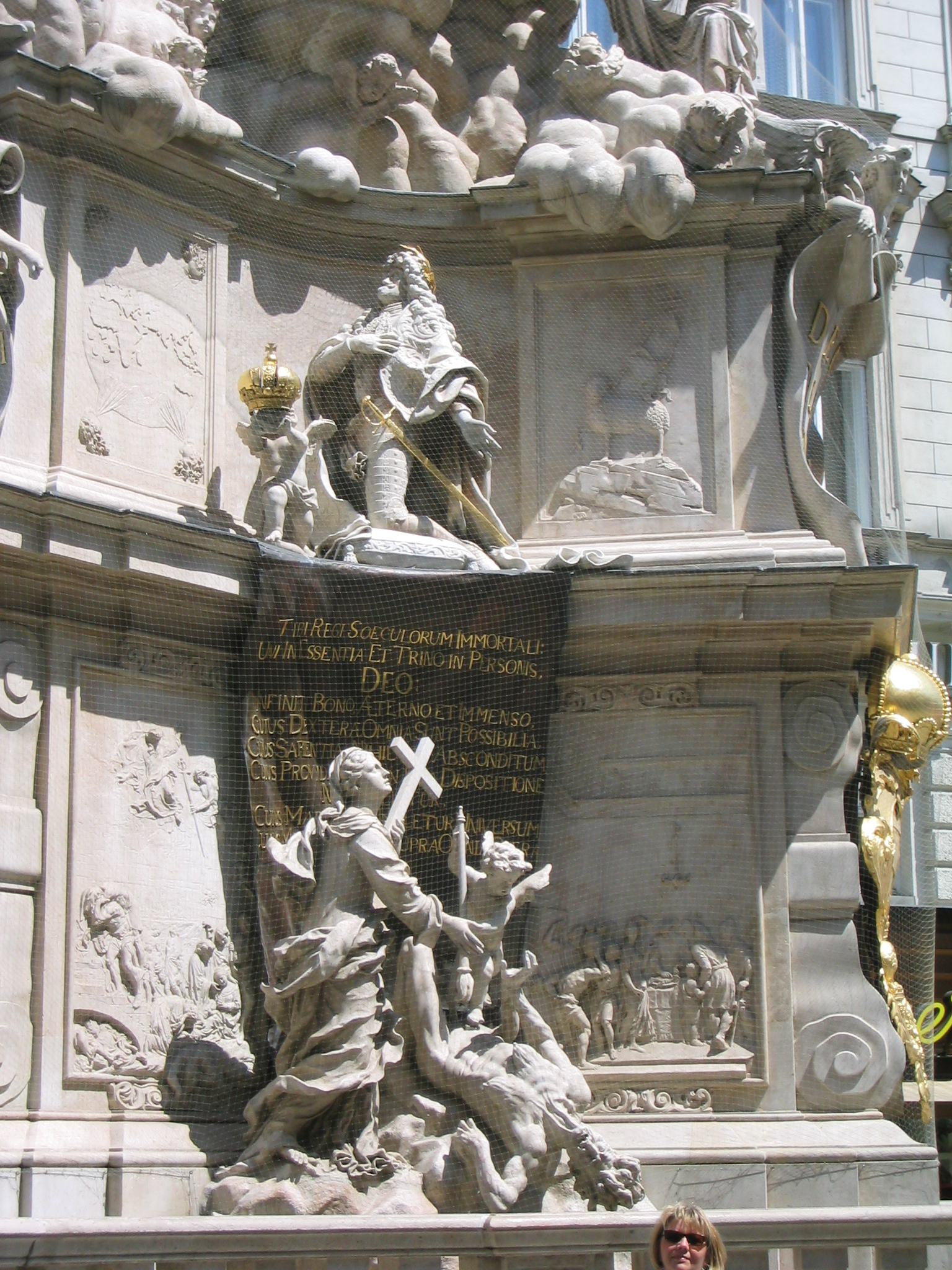
Wiener Pestsäule, Detailansicht

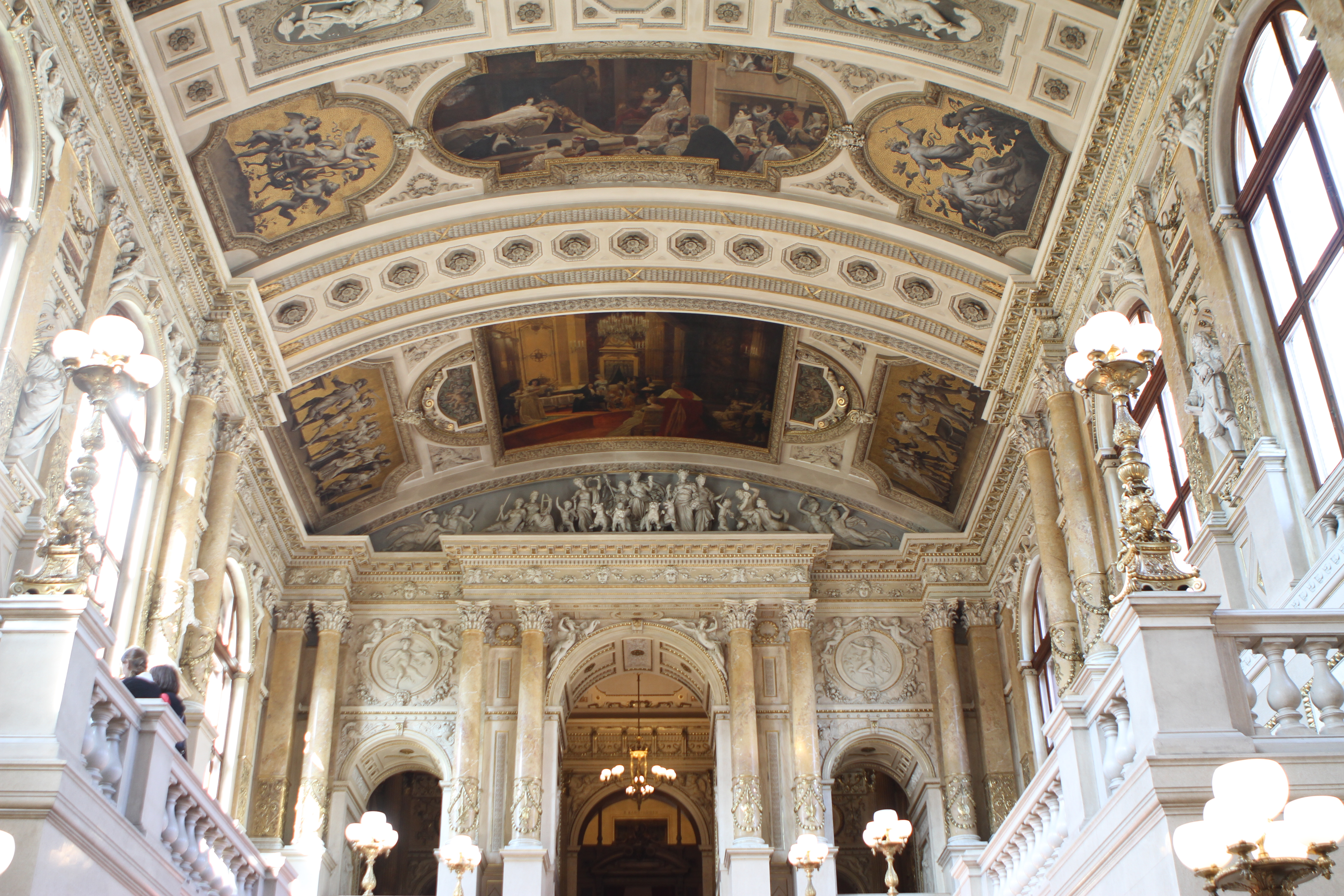
Burgtheater, Bacchuszug über der Feststiege

Das Bundesdenkmalamt bezahlte einer Reihe von später bedeutenden Malern und Bildhauern für Restaurierungen Honorare, die nicht nur das Überleben sicherten, sondern auch die Chance boten, ihren künstlerischen Weg weiterhin zu beschreiten und ihre schöpferische Tätigkeit nicht zu vernachlässigen. Zu diesem Kreis zählte auch Wander Bertoni. Der damalige Leiter des Bundesdenkmalamtes Otto Demus übertrug dem jungen Akademiestudenten – zunächst über die Vermittlung seiner Freunde Heinz Leinfellner und Maria Biljan-Bilger und später, als man mit seiner Arbeit zufrieden war, unmittelbar – eine Reihe von Restaurierungsaufträgen an kriegsbeschädigten Denkmälern.
Als erste Arbeit wurde ihm ein prominentes Objekt übertragen: die beschädigte Pestsäule am Wiener Graben. An diesem bedeutenden, von Johann Bernhard Fischer von Erlach 1694 als Dreifaltigkeitssäule vollendeten Monument sollte der Künstler die Restaurierung und Wiederherstellung der auf der Schauseite situierten Figurengruppe „Fides stürzt die Allegorie der Pest in den Abgrund“ von Paul Strudel in die Wege leiten. Verloren gegangene Details mussten neu geformt, in Kunststein gegossen und schließlich an den dafür vorgesehenen Stellen montiert werden.
Ein weiterer Auftrag betraf den 1729/32 als Ehrenmal und Marktbrunnen von Joseph Emanuel Fischer von Erlach errichteten Vermählungsbrunnen auf dem Hohen Markt. Hier war der Kopf der hl. Maria beschädigt und musste wiederhergestellt werden. Die vor den korinthischen Säulen stehenden Engelsfiguren aus Carraramarmor von Antonio Corradini hatten während der Kampfhandlungen ihre Flügel zur Gänze eingebüßt. Sie wurden in Kunststein neu gegossen und sie sind schöner als es die originalen jemals waren.
Die hochbarocke steinerne Maria-Immaculata-Statue an der Fassade des ehemaligen Hochholzerhofes (BAWAG, Tuchlauben 5) wurde 1949 von Bertoni restauriert, hier waren abgeschlagene Teile wie die zur Gänze verloren gegangenen Engelsköpfe erneuert worden. Die umfangreichste und schwierigste Aufgabe, die der Künstler für das Bundesdenkmalamt übernahm, betraf eine von einem Bombentreffer total zerstörte Skulptur im Inneren des Burgtheaters. Es handelte sich um den oberhalb der Feststiege an der Volksgartenseite situierten so genannten „Bacchus-Zug“ des Bildhauers Edmund Hofmann von Aspernburg. Der Treppenaufgang zum Zuschauerraum führt zu triumphbogenartigen Durchgängen, die von gekoppelten korinthischen Vollsäulen umrahmt und von diesem Bacchus-Zug tympanonartig bekrönt werden. Zwölf Plastiken, bis auf eine einzige durch den Bombentreffer völlig vernichtet, mussten ebenso wie ihr Umfeld neu gegossen werden. Da es so gut wie keine präzisen Vorlagen gab, an denen sich Bertoni hätte orientieren können, bekamen die Köpfe der Figuren ein Eigenleben. Seine Arbeit gedieh zur vollen Zufriedenheit des Bundesdenkmalamtes. Dazu folgende Begebenheit: Josef Zykan, Wiener Landeskonservator, äußerte sich kritisch .. sehr gut, Bertoni, bis auf die eine Figur links außen, die ist ihnen nicht gelungen, sie wirkt so unlebendig. Es handelte sich dabei um das einzige erhaltene Original.

### „Pendelschlag“ im Werk
Die Bezeichnung „Pendelschlag“ stammt von dem österreichischen Kunsthistoriker Werner Hofmann und meint das dualistische Prinzip im Schaffen des Künstlers. Perioden, in denen das Formale vorherrschte, wechselten mit solchen, in denen der Inhalt im Vordergrund stand. Ersteres bezeichnet die ab 1950 geschaffenen abstrakten Plastiken, letzteres die immer wieder erneuerte Hinwendung zur Figuration. Genau so sind die 1954–1955 parallel entstandenen Serien Das imaginäre Alphabet und Ecclesia zu verstehen. Die später vom Künstler unter dem Sammelbegriff Meine Totems zusammengefassten Arbeiten von 1955 bis 1965 (u. a. Sonnenanbeter, Hermaphroditen) sah er selbst als Ausdruck des „Zyklischen in meiner Arbeitsperiode“.
In den 1960er-Jahren wandte sich Bertoni einer betont verschlüsselten Bildsprache mit stärker symbolischen Formen zu. Im Zyklus Der Spiegel setzte er 1963–1964 schwellende vegetabile Formen ein; ei- und fruchtförmige Gebilde verkörperten Wachstum und Vergänglichkeit (Wir und die Sonne, 1963/64; Wir und die Hülle, 1964). Der 70 Skulpturen umfassende Zyklus Indisches Tagebuch beschäftigte den Künstler seit der Mitte der Siebzigerjahre. Als Reisender hatte er Tagebuch über seine optischen Eindrücke geführt. Die umfangreichen Aufzeichnungen „ergaben schließlich eine Art Lebenszyklus, einen Ablauf des alle Völker dieser Erde verbindenden menschlichen Daseins, mit den zentralen Geschehnissen von Geburt, Liebe, Glaube und Tod“.

### Metamorphose der Säule
Ausgelöst durch eine Reise nach Griechenland begann der Künstler 1965 mit Arbeiten, die später als Metamorphose der Säule bekannt geworden sind und sich „wie ein roter Faden durch das Lebenswerk des Bildhauers […] ziehen“. Bertoni selbst dazu: „In der Säule habe ich das archetypische Gerüst gefunden, das mir erlaubt, einen vielseitigen Dialog zu führen, ohne die Grundform verlassen zu müssen.“ Ein Beispiel aus einer Vielzahl an Varianten ist die 1992 vor der Landesregierung Burgenland in Eisenstadt aufgestellte Jubiläumssäule 70 Jahre Burgenland. Thematisiert ist die Zeit zwischen Kaisertum und Gegenwart – mit der zerstörten Pyramide für das Kaiserreich bis zur Dankessäule für die Zweite demokratische Republik Österreich.

### Brunnen
„Nicht wegzudenken aus seinem Werk sind die Brunnen, die Wander Bertoni seit 1952 immer wieder zu gestalten weiß.“ Seine ersten Brunnen für Wien bestanden aus Kunststein mit keramischer Plattenverkleidung oder Glasmosaiken. 1966 bis 1969 folgten unter dem Titel Wir und das Ei eine neue Brunnenform, ab 1973 dann ein Lebensbaumbrunnen, der 1987 vor der Naturwissenschaftlichen Fakultät der Universität Freisaal in Salzburg aufgestellt wurde. Am 1992–1993 entstandenen Energie-Brunnen sind Wasser, Sonne und Wind durch drei allegorische Bronzefiguren versinnbildlicht. Beim Versöhnungsbrunnen von 1994 „stürzt, verbindet und verschließt das Wasser verschämt die Kugel“.

### Sonnenanbeter als Beispiel für die Abstraktion
Der Sonnenanbeter von 1957 (?) ergänzte den durch Gustav Peichl entworfenen Österreich-Pavillon für die Weltausstellung in New York 1964/65. Dessen drei hoch aufragenden „A“ standen für die Holzwirtschaft Austrias, die 19,50 Meter hohe Bertoni-Skulptur für die Stahlindustrie. Der Titel des Kunstwerks fußt auf einem persönlichen Erlebnis: Nach dem besonders harten Winter 1943/44 genoss der Zwangsarbeiter die Frühlingssonne umso mehr. Seitdem hatte er „zu der Sonne eine fast religiöse Beziehung“. Die rückgeführte Plastik wurde 1966 auf dem Kirchberg oberhalb von Winden und dem Neusiedler See aufgestellt.

### Sechs Kunststein-Säulen als Beispiele für den Metamorphosen-Zyklus
Der Auftrag stammte von Johannes Spalt, dem Kurator der 1974 in Wien veranstalteten Maulbertsch-Ausstellung. Die sechs 1973 aufgestellten und von Fachleuten als ideale Symbiose zwischen alter und neuer Kunst gesehenen Säulen sollten den Platz vor der barocken Piaristenkirche im Wiener Gemeindebezirk Josefstadt mit in die Exposition einbeziehen. Polemiken der Presse und der Bürgerschaft führten jedoch bereits im Ausstellungsjahr zur Entfernung der Kolonnen. Man befürchtete, die Jugend des angrenzenden Piaristengymnasiums werde durch die „Phallussymbole“ verdorben. Die Gemeinde Wien erwarb die Kunstwerke und ließ sie in der Fußgängerzone am Parkring aufstellen.

### Werke im öffentlichen Raum (Auswahl)

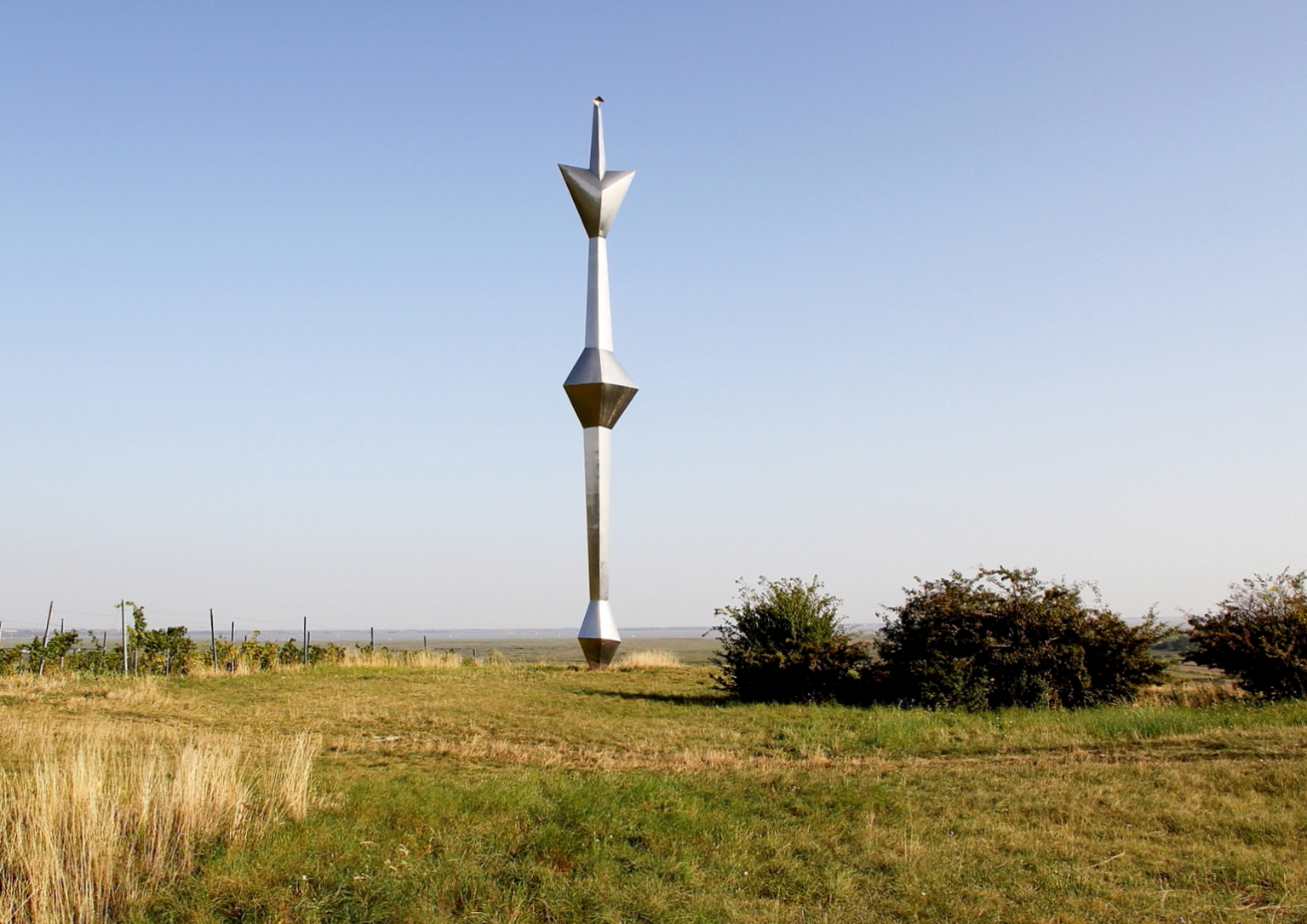
Sonnenanbeter, 1957, Winden am See
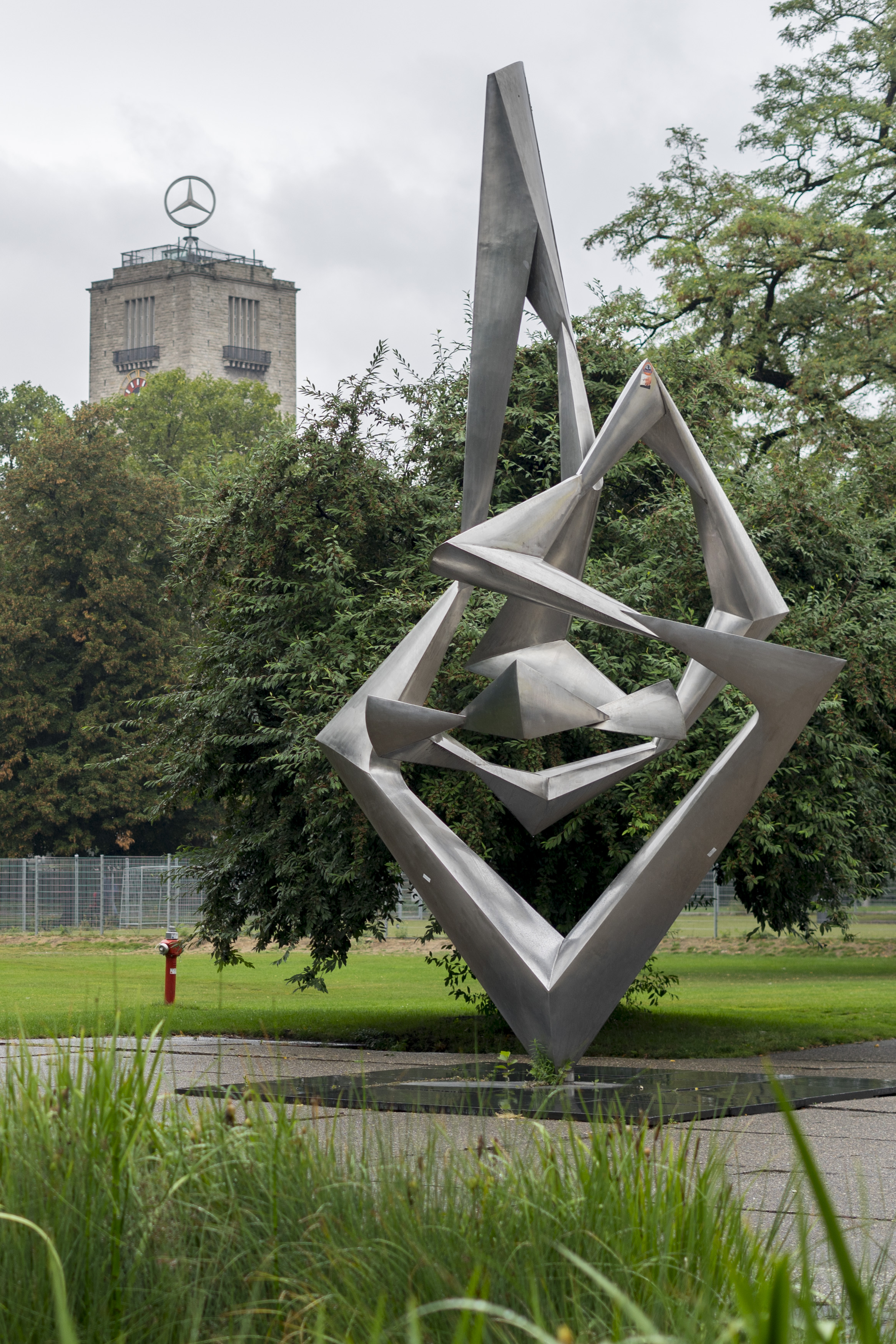
Bewegung II, 1960–1961, Stuttgart
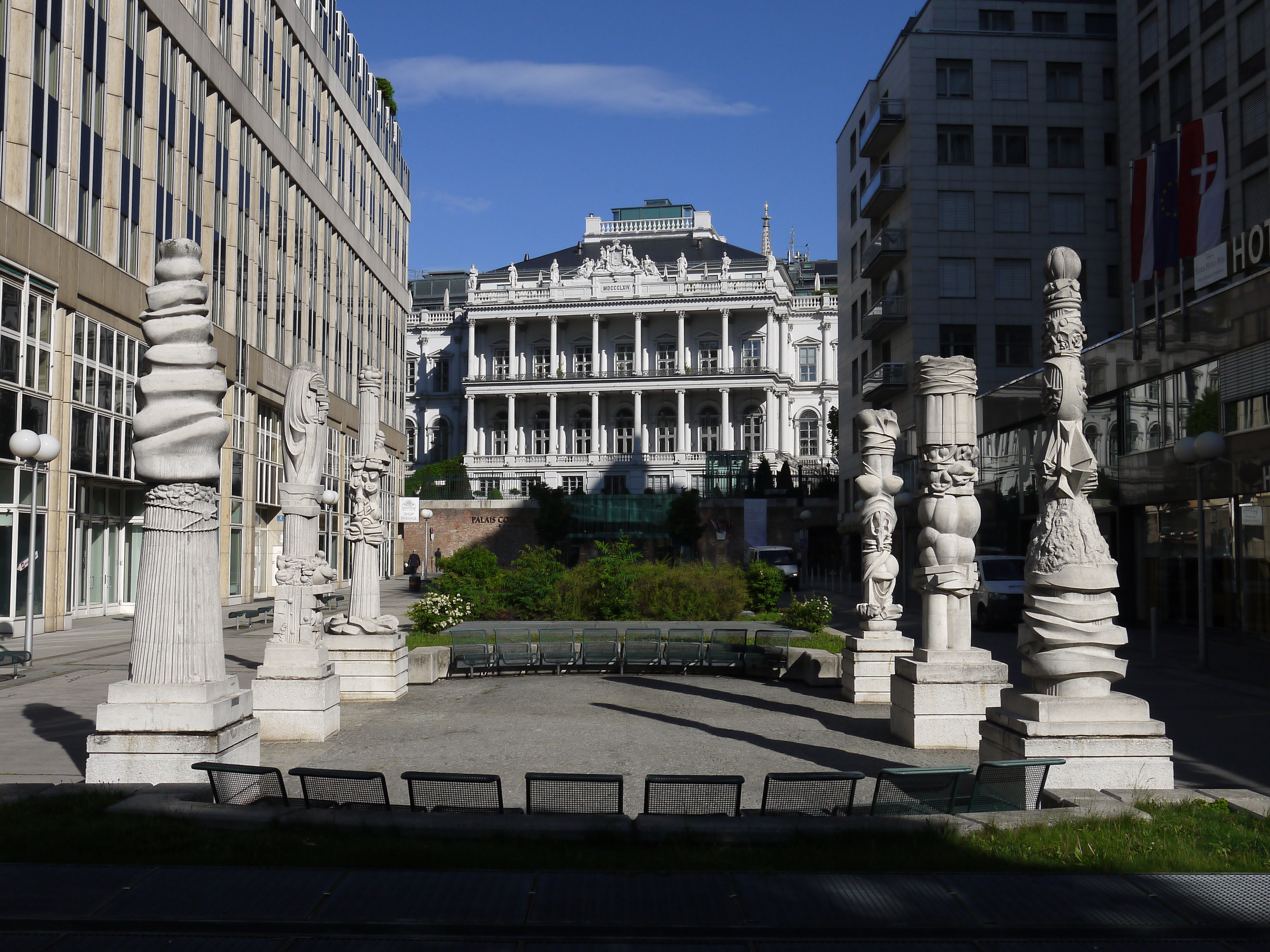
Säulen auf dem Theodor-Herzl-Platz, 1973/74, Wien
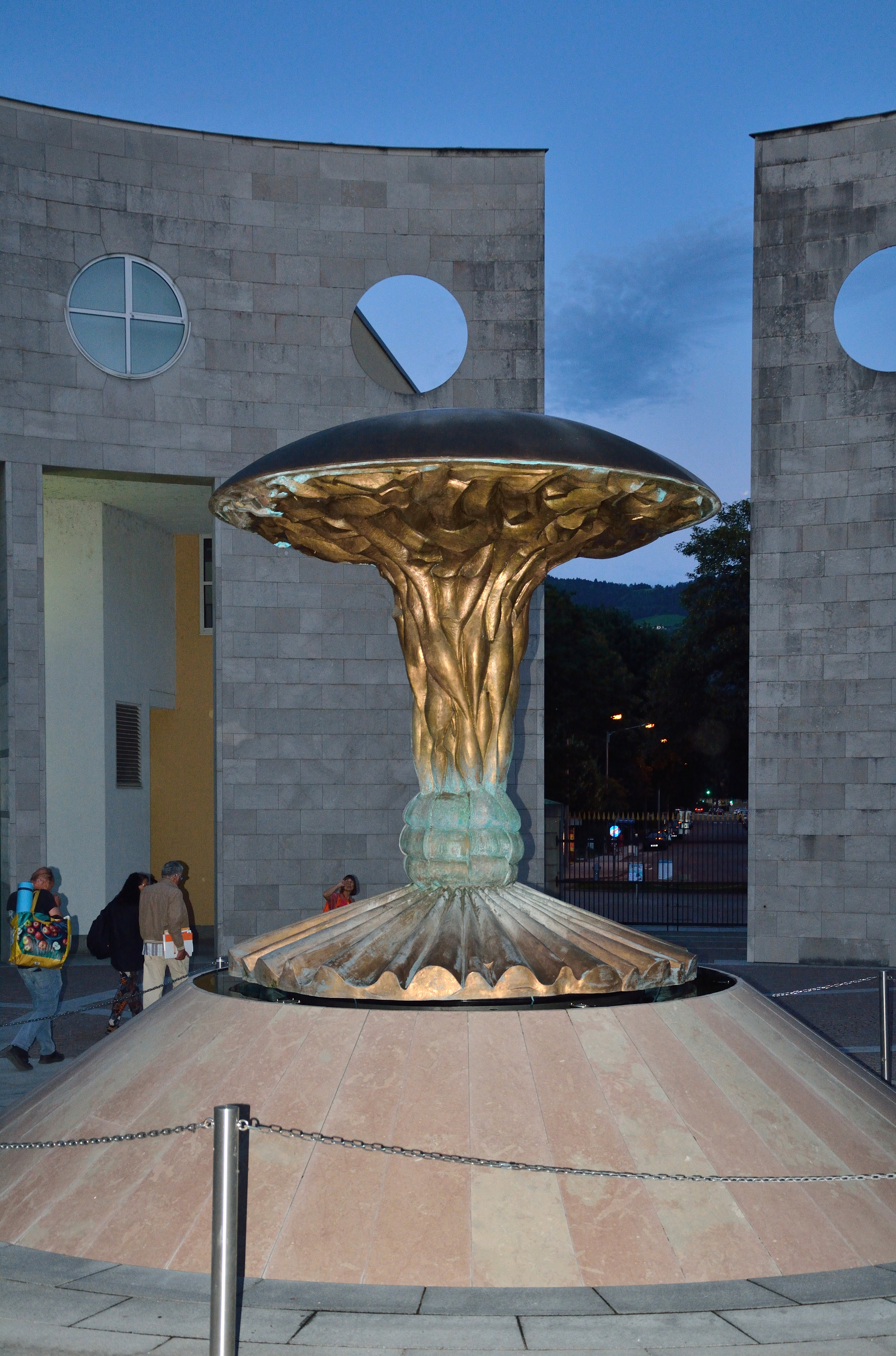
Lebensbaumbrunnen, 1973–1987, Universität Freisaal, Salzburg-Nonntal
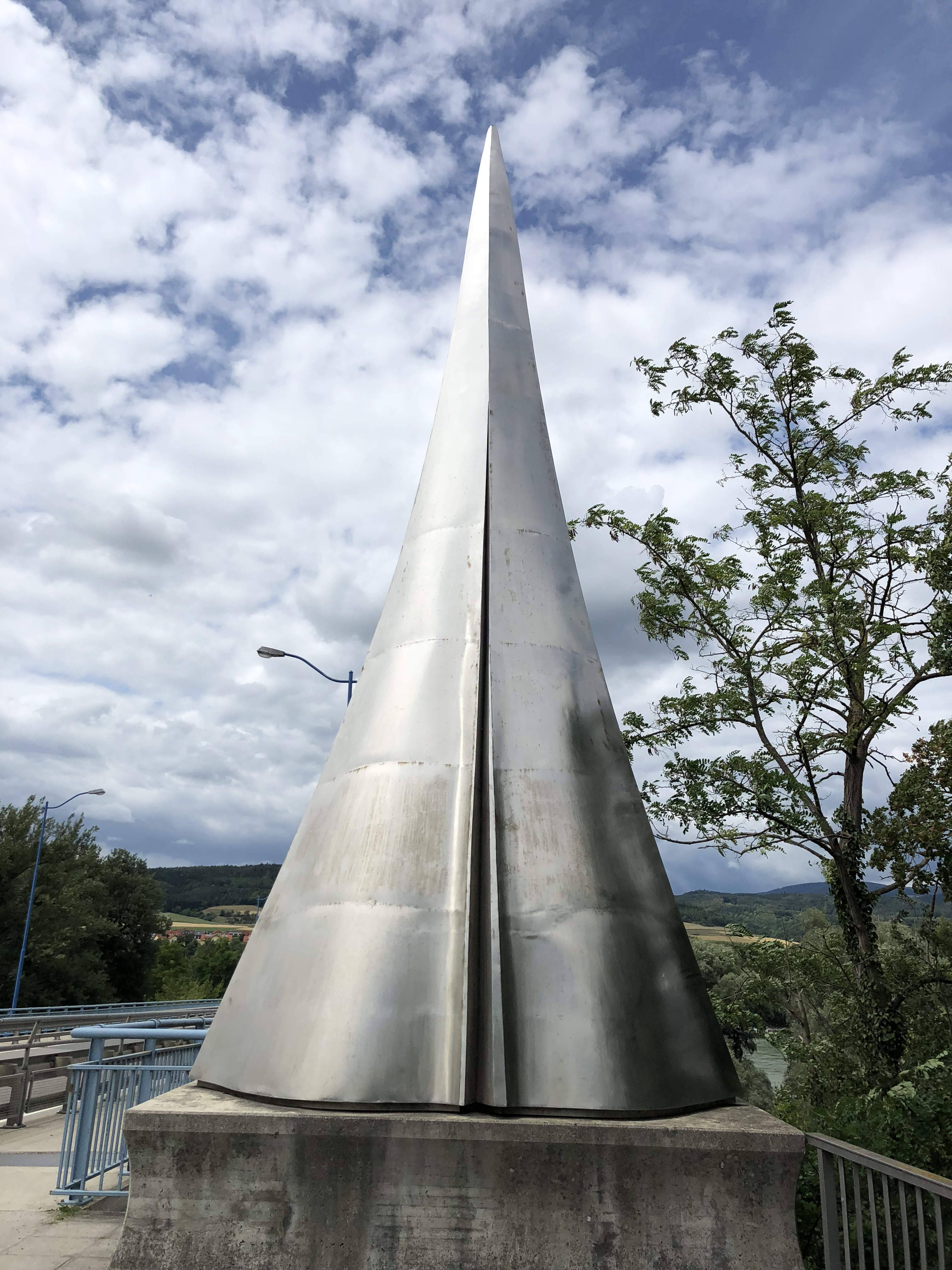
Doppelte Prora, 1975–1978, Melk, Donaubrücke
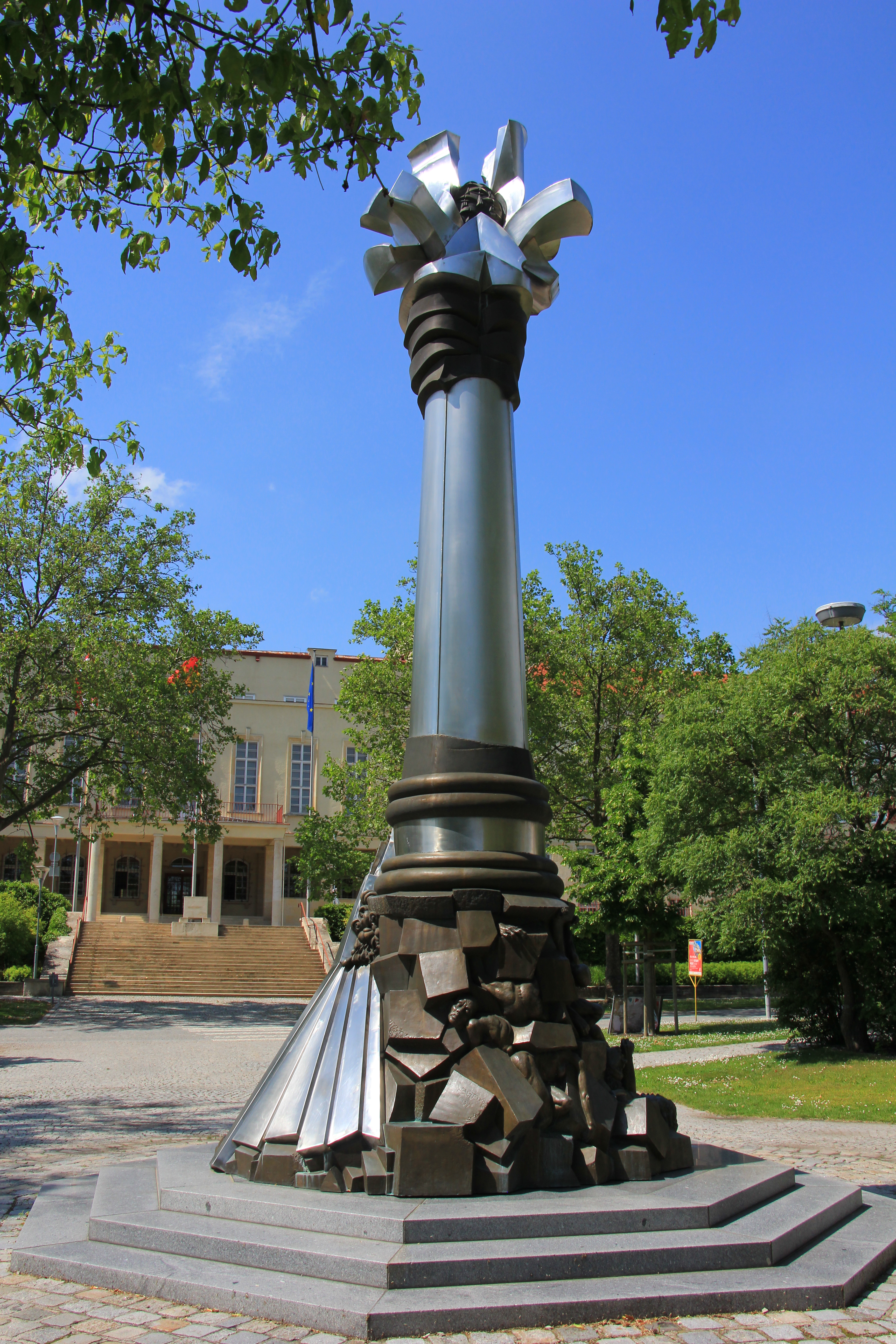
Jubiläumssäule 70 Jahre Burgenland, 1992, Europaplatz, Eisenstadt
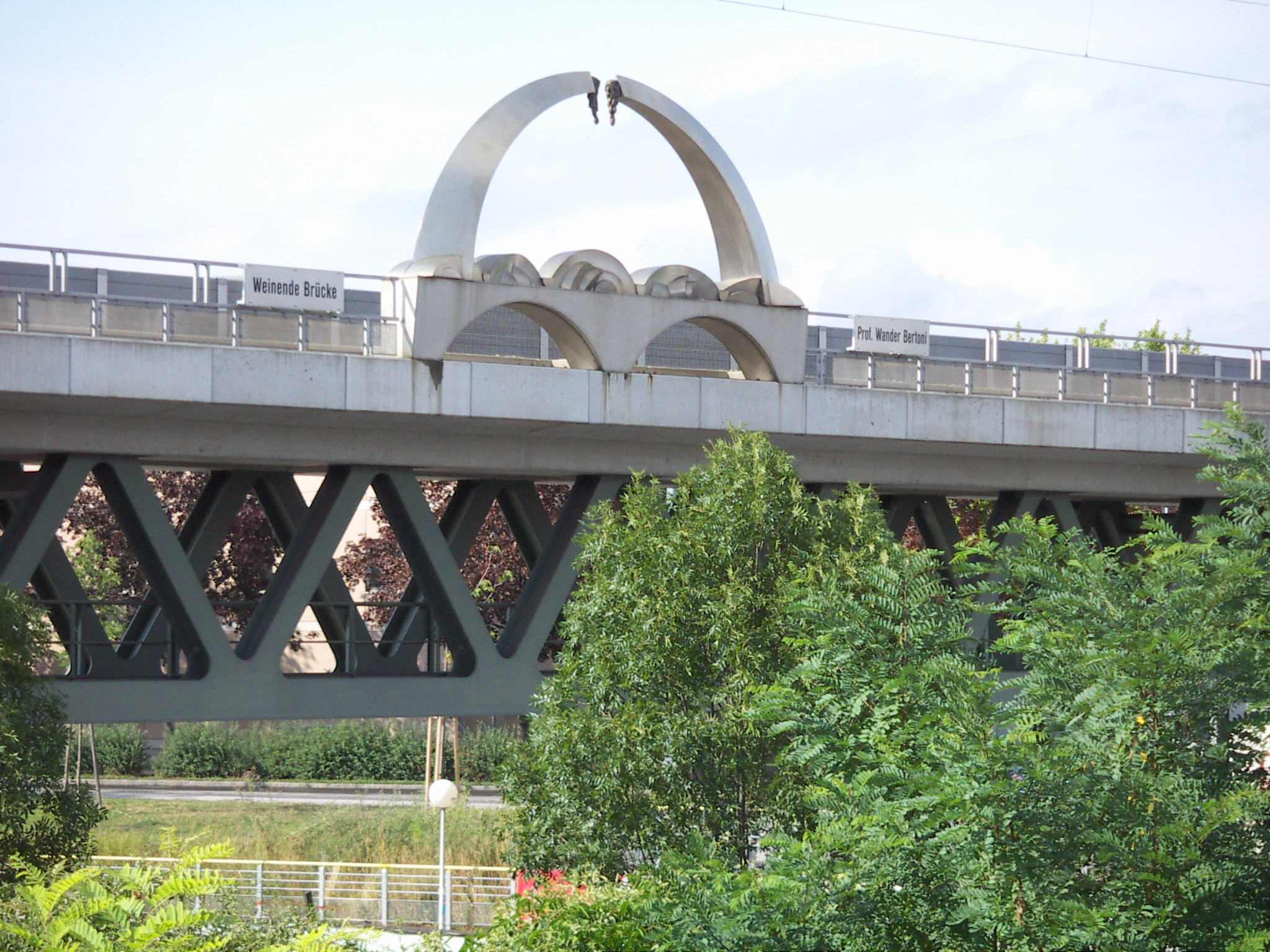
Skulptur für die Weinende Brücke, 1998, Wien-Floridsdorf

### Publikationen
- Indisches Tagebuch. Biografie und Erinnerung. Jugend & Volk, Wien 1985, ISBN 3-224-16737-8.
- Meine Aufträge 1945–1995. Selbstverlag, Wien/Bad Vöslau 1995.

## Ausstellungen (Auswahl)
- 1973: Wander Bertoni. Musica in Sculptura. Internationale Sommerakademie für Bildende Kunst Salzburg, Salzburger Kunstverein, Salzburg (Einzelausstellung)
- 1979: Wander Bertoni. Skulpturen. Burgenländische Landesgalerie, Eisenstadt (Einzelausstellung)
- 1986: Österreichische Bildhauer. Gelernt bei Wotruba. Burg Lockenhaus, Lockenhaus (Gruppenausstellung)
- 1994: Wotruba und die Folgen der Österreichischen Plastik seit 1945. Sammlung des Rupertinums Salzburg. Bawag Foundation, Wien (Gruppenausstellung)
- 2013: Bertoni. Von der Zeichnung zur Skulptur. Landesgalerie Burgenland, Eisenstadt (Einzelausstellung)
- 2019: Bildhauer der Wotruba Schule. Bertoni, Kedl & Co. Landesgalerie Burgenland, Eisenstadt (Gruppenausstellung)
- 2021: Avantgarde und Gegenwart. Die Sammlung Belvedere von Lassnig bis Knebl. Belvedere 21, Wien (Gruppenausstellung)

## Internationale Biennalen und Auszeichnungen
- 1950, 1952, 1954 und 1966: Teilnahme an der Biennale von Venedig
- 1953: 1. Preis beim internationalen Skulpturenwettbewerb der Stadt Neapel
- 1953: Teilnahme an der Biennale von São Paulo
- 1958: Bildhauerpreis der Biennale von São Paulo
- 1958: Preis der Stadt Wien für Bildende Kunst
- 1959, 1961 und 1963: Teilnahme an der Biennale Middelheim, Antwerpen
- 1986: Ehrenmedaille der Stadt Wien in Gold
- 1991: Großes Ehrenzeichen des Landes Burgenland
- 1998: Ritter-Verdienstorden der Italienischen Republik (Cavaliere Ordine al Merito della Repubblica Italiana)[21]
- 2005: Ehrenmitgliedschaft der Universität für angewandte Kunst
- 2009: Österreichisches Ehrenkreuz für Wissenschaft und Kunst I. Klasse, die Laudatio hielt der Architekt Friedrich Kurrent.